# Die weiße Iris
Die weiße Iris (französischer Originaltitel: L'Iris blanc) ist der 40. Band der Asterix-Reihe, der am 26. Oktober 2023 erschien. Wie schon bei den fünf Bänden zuvor war Didier Conrad der Zeichner, neu hingegen war der Texter Fabrice Caro (genannt Fabcaro).

## Handlung
Die Römer unternehmen einen neuen Versuch, die unbeugsamen Gallier zu besiegen. Dazu soll ihnen durch den römischen Arzt Visusversus beigebracht werden, positiv zu denken, sich in Achtsamkeit zu üben und sich nachhaltig und gesund zu ernähren. Das soll auch dazu führen, dass sie jeglicher Gewalt und somit auch der Verteidigung gegen die Römer abschwören bzw. nicht mehr mächtig sind. Gleichzeitig sollen aber auch die in dem Römerlager Babaorum stationierten Legionäre damit wieder für den Kampf gegen die Gallier fit gemacht werden.
Der Plan scheint auch zu gelingen: Visusversus tritt mit den Dorfbewohnern in Kontakt, indem er auf ihrem Markt einkauft und sie in Gespräche verwickelt. Der übliche Streit unter ihnen findet daraufhin ein Ende, viele verändern ihr Verhalten: Der Fischhändler Verleihnix bietet keine alten, stinkenden Fische mehr aus Lutetia an, sondern angelt sie selbst regional und bringt sie frisch auf den Markt, während der Schmied Automatix mit seinem Hammer und Amboss positive Schwingungen erzeugt. Die „weiße Iris“, die Visusversus mit sich führt, dient als ein Symbol für seinen Ansatz und für die ganze Lebensweise, die er gleichsam als „Coach“ propagiert.
Gutemine, die Frau des Häuptlings Majestix, fühlt sich von ihrem Mann nicht mehr aufmerksam genug behandelt. Unter dem Einfluss von Visusversus verlässt sie mit diesem das Dorf und reist nach Lutetia, um ihren dort lebenden Bruder zu besuchen und um einen „Freskenwechsel“ (Tapetenwechsel) zu erleben. Insgeheim plant Visusversus, Gutemine in Lutetia an Julius Caesar auszuliefern, sodass sich die Gallier im Gegenzug unterwerfen müssen, um Gutemine zurückzubekommen.
Majestix leidet infolge der Trennung an einer Depression, reist aber auf Empfehlung von Miraculix zusammen mit Asterix und Obelix nach Lutetia, um Gutemine ausfindig zu machen. Dort finden sie sie durch eine Reihe glücklicher Umstände im Publikum einer Theateraufführung, zu der Visusversus sie mitgenommen hat, um sie in die Kultur von Lutetia einzuführen. Majestix und Gutemine finden sich wieder, und die gallischen Helden der Geschichte können Gutemine letztlich in Anwesenheit von Caesar, der zur gleichen Zeit in Lutetia eingetroffen ist, befreien.
Als sie zu viert wieder ins Dorf zurückkommen, stellen sie fest, dass die Dorfbewohner, sobald sie nicht mehr unter dem Einfluss von Visusversus standen, wieder die alten Raufbolde geworden sind, die sie stets waren.

## Veröffentlichung
Die erste Auflage in deutscher Sprache, übersetzt von Klaus Jöken, erschien am 26. Oktober 2023 bei Egmont Ehapa Media.
Weltweit wurden zum Termin der Ersterscheinung in 20 Sprachen und Dialekten zusammen etwa fünf Millionen Exemplare gedruckt, davon 1,7 Millionen Exemplare für den deutschen Markt.

## Rezeption
Die ARD-Tagesschau und die SRF-Tagesschau widmeten dem 40. Asterixband am 26. Oktober 2023 in ihren Hauptausgaben einen Beitrag. Am Morgen desselben Tages gab es zudem einen ausführlicheren Abschnitt im ARD-Morgenmagazin, darüber hinaus war Asterix das Einstiegsthema der Sendung.
Die weiße Iris wird von der Kritik vielfach gelobt: Der Band sei „großartig gelungen“, ein „würdiger Asterix“ und habe „das Zeug zum Klassiker“. Der Spiegel hält Die weiße Iris für den „besten Comic seit vier Jahrzehnten“: Er enthalte Mikrowitz und Kalauer, alberne Situationskomik und Running Gags. Die weiße Iris knüpfe, so die Welt, stilistisch und inhaltlich an frühe Asterix-Bände von René Goscinny und Albert Uderzo an: Fabcaro richte das Augenmerk mehr auf das gallische Dorf, statt die Helden in immer neue ferne Gebiete zu schicken.
Auch Titus Blome bespricht den neuen Band in Zeit Online lobend und hebt hervor, Fabcaro nehme sich „auch mal eine gesamte Seite Platz für eine Pointe“ und teile „zielsicher in alle Richtungen aus“. Christoph Schwennicke betonte im Nachrichtenportal T-Online, dass bei Obelix „dieser feine Hintersinn zurück“ sei, „der seine scheinbar etwas tumben Einlassungen wie  existenzphilosophische Kleinode funkeln“ lasse. Fabcaro wende „immer wieder virtuos das Muster an, den Samen einer Pointe früh zu setzen und drei bis vier Bilder und Sprechblasen später aufgehen zu lassen“. Laut Markus Lippold (n-tv) geht der Band „offensiver zu Werke“ als die vorherigen, wirkt „anarchischer und atemloser, ohne aber den Geist der Reihe zu verraten“, und gehört zu den besten der Reihe.
Verhaltener urteilt Ralph Trommer in der taz: Zwar sei der Band gewohnt unterhaltsam, doch in den Dialogen teilweise geschwätzig und wenig stimmungsvoll in der grafischen Umsetzung. An die Klasse älterer Alben wie Der Seher reiche Die weiße Iris nicht heran.

## Ausgaben
- Didier Conrad, Fabcaro: Die weiße Iris (= Asterix. Nr. 40). Egmont Comic Collection, Berlin 2023, ISBN 978-3-7704-2440-5 (französisch: L'Iris blanc. Paris 2023. Übersetzt von Klaus Jöken).